# 巴納茲維爾 (北卡羅萊納州)
巴納茲維爾（英語：Barnardsville）是位於美國北卡羅萊納州班康縣的普查規定居民點。

## 人口
根據2020年美國人口普查的數據，巴納茲維爾的面積為9.14平方千米，皆為陸地。當地共有人口559人，而人口密度為每平方千米61.16人。